# Fernand Charpin
Fernand Charpin, beter bekend onder zijn bijnaam Charpin, (Marseille, 30 mei 1887 - Parijs, 7 november 1944) was een Frans acteur. Hij is vooral bekend voor zijn interpretatie van' Panisse', een van de belangrijkste personages in Marcel Pagnols verfilmde Marseille-trilogie. Hij ontwikkelde een heel drukke maar korte (13 jaar) filmcarrière.

## Leven en werk

### Afkomst en eerste stappen in de toneelwereld
Charpin werd geboren in Marseille als de zoon van een gendarme. Hij groeide op in Venelles, een dorp in de buurt van Aix-en-Provence waar zijn vader tewerkgesteld was. Hij voelde zich al erg vroeg aangetrokken tot het acteren. Hij trok naar Parijs om er lessen te volgen aan het Conservatoire national supérieur d'art dramatique (CNSAD). Na zijn scholing werd hij een van de vaste waarden van het Théâtre de l'Odéon. 

### Marseille-trilogie
In 1928 vertolkte hij de hoofdrol in de komedie Chotard et Cie. Op een dag ging Marcel Pagnol op aanraden van zijn streekgenoot Raimu kijken naar Charpins acteerprestatie. Hij was immers op zoek naar een tweede acteur (zoals Raimu) met een wat gezet postuur, een openhartige natuurlijke manier van acteren én het 'accent du Midi' voor zijn nieuwe toneelstuk Marius. Charpin werd goed bevonden en Marius behaalde een daverend succes. Daarna volgde Fanny, het tweede luik van wat de Marseille-trilogie zou worden.

### Film

#### Filmdebuut
Wanneer Pagnol in 1931 aankondigde dat hij zijn trilogie zou verfilmen vertolkte Charpin zijn rol van 'maître-voilier' ook op het grote scherm, zowel in de melodrama's Marius (1931) en Fanny (1932) als in César (1936), het derde luik dat eerst verfilmd werd en pas later als toneelstuk opgevoerd werd. In diezelfde periode tekende Jean Renoir met Chotard et Cie (1933) voor de verfilming van de komedie die tot Charpins filmdebuut geleid had. De filmcarrière van Charpin was gelanceerd. 

#### Pagnol, Raimu, Fernandel et les autres
Pagnol, die ondertussen erg bevriend geworden was met Charpin, regisseerde hem eveneens in de komedies Le Gendre de monsieur Poirier (1933) en Le Schpountz (1938), en in de tragikomedies La Femme du boulanger (1938) en La Fille du puisatier (1940) waarin hij de affiche deelde met Raimu. 
Charpin stond niet alleen zeven keer samen met zijn generatiegenoot Raimu op de filmset, hij verscheen ook acht keer aan de zijde van de jonge Fernandel, nog een streekgenoot, in komische films: Le Train de 8 heures 47 (1934), Ignace (1937), Le Schpountz, Berlingot et Compagnie (1939), La Fille du puisatier, La Nuit merveilleuse (1940), Un chapeau de paille d'Italie (1941) en La Cavalcade des heures (1943).
Naast zijn filmwerk voor Marcel Pagnol was Charpin ook te zien in verscheidene verfilmingen van werk van Alphonse Daudet, nog een literaire streekgenoot: het drama Sapho (1934), de komedie Tartarin de Tarascon (1934) waar hij weer speelde naast Raimu, die de titelrol voor zijn rekening nam en de drama's Le Petit Chose (1938) en L'Arlésienne (1942) (met Raimu).

#### Typische rollen
Charpin gaf gestalte aan militairen en politiemensen van alle rangen (kolonel, commandant, kapiteins, commissaris, gendarme, brigadiers). Hij was ook te zien in burgerlijke gezaghebbende functies zoals onderzoeksrechter, burgemeester (drie keer), schooldirecteur, pastoor. Hij speelde meermaals zaakvoerder (handelaars, kruideniers, hoteliers, herbergiers, winkeliers) en mannen die een vrij beroep uitoefenden zoals dokter of bankier. 
Ten slotte portretteerde hij dikwijls goedmenende vaderfiguren.

#### Filmgenres
De films waaraan Charpin zijn medewerking verleende waren overwegend komedies en tragikomedies. Niet zelden betrof het de verfilming van toneelstukken (waaronder drie van Eugène Labiche) en operettes (Trois de la marine, Au soleil de Marseille, ...). Hij voelde zich ook thuis in musicalfilms zoals Tourbillon de Paris (met de muzikale duizendpoot Ray Ventura in de hoofdrol).
Hij acteerde daarnaast in een aantal drama's. Julien Duvivier castte hem twee keer: in het drama La Belle Équipe (1936) was Charpin een gendarme en in de misdaadfilm Pépé le Moko (1937) was hij een verklikker, een heel atypische rol voor hem. 
De filmadaptaties van romans waarin hij meespeelde waren eveneens meestal drama's: de familiedrama's Les Anges noirs (naar François Mauriac, 1937) en Les Roquevillard (naar Henry Bordeaux, 1943), en de misdaadfilm Les Caves du Majestic (naar Georges Simenon, 1945). Vermeldenswaardig waren ook de komedies Tartarin de Tarascon (naar Alphonse Daudet) en Le Train de 8 heures 47 (naar Georges Courteline, 1934).

### Privéleven
Charpin trouwde in 1913 met de actrice Gabrielle Doulcet (1890-1976). Hun huwelijk bleef kinderloos.
Hij overleed in 1944 op 57-jarige leeftijd aan de gevolgen van hartfalen.

## Filmografie (selectie)
- 1931 - Marius (Alexander Korda)
- 1932 - Fanny (Marc Allégret)
- 1933 - Chotard et Cie (Jean Renoir)
- 1933 - Le Gendre de monsieur Poirier (Marcel Pagnol)
- 1934 - Le Train de 8 heures 47 (Henry Wulschleger)
- 1934 - Tartarin de Tarascon (Raymond Bernard)
- 1934 - Trois de la marine (Charles Barrois)
- 1934 - Sapho (Léonce Perret)
- 1935 - Arènes joyeuses (Karl Anton)
- 1935 - Les Beaux Jours (Marc Allégret)
- 1936 - César (Marcel Pagnol)
- 1936 - La Belle Équipe (Julien Duvivier)
- 1937 - Pépé le Moko (Julien Duvivier)
- 1937 - Les Anges noirs (Willy Rozier)
- 1937 - Ignace (Pierre Colombier)
- 1938 - Le Schpountz (Marcel Pagnol)
- 1938 - Un soir à Marseille (Maurice de Canonge)
- 1938 - Au soleil de Marseille (Pierre-Jean Ducis)
- 1938 - La Femme du boulanger (Marcel Pagnol)
- 1938 - Le Petit Chose (Maurice Cloche)
- 1939 - Les Otages (Raymond Bernard)
- 1939 - Tourbillon de Paris (Henri Diamant-Berger)
- 1939 - Berlingot et Compagnie (Fernand Rivers)
- 1940 - Le Grand Élan (Christian-Jaque)
- 1940 - La Fille du puisatier (Marcel Pagnol)
- 1940 - La Nuit merveilleuse (Jean-Paul Paulin)
- 1941 - Un chapeau de paille d'Italie (Maurice Cammage)
- 1942 - Le Voile bleu (Jean Stelli)
- 1942 - L'Arlésienne (Marc Allégret)
- 1943 - Les Deux Timides (Yves Allégret)
- 1943 - Le Camion blanc (Léo Joannon)
- 1943 - Le Mistral (Jacques Houssin)
- 1943 - Les Roquevillard (Jean Dréville)
- 1943 - Ceux du rivage (Jacques Séverac)
- 1943 - La Cavalcade des heures (Yvan Noé)
- 1944 - L'Ile d'amour (Maurice Cam)
- 1945 - Les Caves du Majestic (Richard Pottier)
- 1945 - La Fiancée des ténèbres (Serge de Poligny)
- 1946 - Le Dernier Sou (André Cayatte)

## Publicatie
- Claude Beylie, Raymond Chirat, Bernard Sourice et Bruno Villien: Fernand Charpin un grand second rôle, Aix-en-Provence, Institut de l'image, 1993

- Bibliothèque nationale de France: cb13930811m (data)
- Gemeinsame Normdatei: 1019660198
- International Standard Name Identifier: 0000 0000 6310 5003
- Library of Congress Control Number: no00028755
- MusicBrainz: d53803ca-c07c-4a12-954d-2d47223c18c6
- Nationale Bibliotheek van Israël: 987007440116205171
- Système universitaire de documentation: 07772433X
- Trove: 1023313
- Virtual International Authority File: 56799213